# Zatorze (Leszno)
Zatorze – część miasta, dzielnica Leszna, położona na zachód od linii kolejowej Poznań–Wrocław. Od zachodniej strony koniec Zatorza wyznaczają granice miasta.
Zatorze charakteryzuje się niską zabudową jednorodzinną, stanowi sypialnię miasta. Znajduje się tu skatepark i kompleks hotelowo-rekreacyjny (Centrum Konferencji i Rekreacji). Główne ulice przelotowe Zatorza to Święciechowska, Dożynkowa i Szybowników-stanowiąca część drogi nr 12.
Na terenie Zatorza znajdują się:
- Szkoła Podstawowa nr 9
- Zespół Szkół Elektroniczno-Telekomunikacyjnych;
- Kościół parafialny pod wezwaniem św. Józefa
- Sala Królestwa zborów: Leszno-Centrum i Leszno-Zachód Świadków Jehowy[1]